# Tahoma

Muestrario para la letra Tahoma.

Tahoma es un tipo de letra del tipo sans serif de gran legibilidad, comisionada por Microsoft y diseñada por Matthew Carter.
Fue publicada en 1996 y se instala de manera predeterminada en las distintas versiones de los sistemas operativos Windows. Dado que es parte del paquete Core fonts for the Web de Microsoft, ha estado disponible para la descarga gratuita desde su sitio por muchos años.
A menudo se la considera un excelente tipo de letra para la lectura en la pantalla del monitor, para lo que fue concebida. Ya que se instala en la mayoría de las computadoras del mundo, resulta muy usual encontrarla como familia principal en el texto principal de una página web[cita requerida]. Este tipo de letra tiene mucha similitud con Verdana, diseñada por el mismo autor e igualmente comisionada por Microsoft para su sistema operativo.